# تساراتانانا
تساراتانانا (به لاتین: Tsaratanana) یک منطقهٔ مسکونی در ماداگاسکار است که در Tsaratanana واقع شده‌است. تساراتانانا ۱۸٬۰۰۰ نفر جمعیت دارد و ۳۵۰ متر بالاتر از سطح دریا واقع شده‌است.